# Olango
Olango is een eiland in de centrale Filipijnse eilandengroep Visayas en maakt deel uit van de provincie Cebu. Olango ligt op zo'n vijf kilometer ten oosten van Mactan dat weer vlak voor de kust bij Cebu City ligt. Olango had bij de census van 2007 ongeveer 25 duizend inwoners.
Het eiland staat bekend om de grote concentratie aan trekvogels die er te vinden zijn. Op 14 mei 1992 werd en deel van het eiland een het water eromheen uitgeroepen tot beschermd natuurgebied. Dit Olango Wildlife Santuary is een van de beste locaties in het land voor het waarnemen van trekvogels.

## Geografie

### Bestuurlijke indeling
Het eiland is een van de eilanden die samen stad Lapu-Lapu City vormen. Het eiland bestaat uit de volgende acht barangays:
- Baring
- Caw-oy
- Sabang (deels)
- Santa Rosa
- San Vicente (deels)
- Talima
- Tingo
- Tungasan